# Смит (вулкан)
Вулкан Смит (англ. Smith Volcano) — шлаковый конус, который является частью вулкана Бабуян. Расположен на филиппинском острове Бабуян к северу от острова Лусон.
В соответствии с категоризацией Филиппинского института вулканологии и сейсмологии вулкан является активным и входит в Тихоокеанское вулканическое огненное кольцо. Последнее извержение было зарегистрировано в 1924 году.

## Физические характеристики
Вулкан представляет собой шлаковый конус высотой 688 м (2257 футов) и диаметром основания 4,5 км (2,8 миль). Южный склон покрыт слоями застывших базальтовых лавовых потоков.
В настоящее время склоны вулкана покрыты редкой растительностью.

## Активность
Человеком задокументировано 6 извержений вулкана Смит, последнее зарегистрировано в 1924 году.
8 июля 1993 года появились сообщения о необычной вулканической активности на острове Бабуян. В результате обследования острова специалистами из Филиппинского института вулканологии и сейсмологии было выявлено, что вулкан оставался тихим, и побочных землетрясений зафиксировано не было.